# Columbia (Luizjana)
Columbia – miasto w Stanach Zjednoczonych, w stanie Luizjana, siedziba administracyjna parafii Caldwell.